# Changing Cabins
A Changing Cabins című album az angol Nomad együttes 1991-ben megjelent stúdióalbuma, melyről 4 kislemez látott napvilágot. Az album a holland album listán az 54. helyig jutott.

## Megjelenések
CD  Kanada Capitol Records – C2 96727
1. Something Special 5:51
2. (I Wanna Give You) Devotion 6:28 Featuring [Rap] – MC Mikee Freedom, Written-By – M. Freedom
3. Higher Than Heaven	5:35
4. Love Smile	3:27
5. Barcelona 4:08 Engineer – Damien Le Gassick,  Programmed By – Damon Rochefort
6. Just a Groove 4:01 Guitar [Killer Solo] – Pepsi Tate, Rap – Bruno
7. The Ragamuffin Number 5:37 Rap – Daddae Harvey, Written-By – D. Harvey
8. Don't Make Me Wait 3:55 Rap – Bruno, Vocals – Camelle Hindes*, Jacqui Dubois, Written-By – C. Hindes
9. I Don't Wanna Be The Last 3:54 Vocals – Hans Kirkels
10. (I Wanna Give You) Devotion (Soul Mix) 5:00
11. Just A Groove (The Pete Heller & Terry Farley 'Monday Club' Remix) 5:37 Engineer [Remix] – Eric Thompson, Guitar [Killer Solo] – Pepsi Tate, Rap – Bruno, Remix, Producer [Additional] – Heller & Farley
12. (I Wanna Give You) Devotion (Alan Coulthard's 'Italohouse Remix') 6:00Featuring [Rap] – MC Mikee Freedom, Remix, Producer [Additional] – Alan Coulthard

## Felhasznált zenei alapok
Az albumon hallható Higher Than Heaven című dalhoz Madonna Papa Don't Preach című dalának alapjait használták fel, a The Raggamuffin Number című dal alapjai a The 45King The 900 Number című dalából valók.

## Slágerlista
| Slágerlista (1989)   | Legjobb helyezés |
| -------------------- | ---------------- |
| Hollandia Megacharts | 54               |